# ブッソレーノ
ブッソレーノ（伊: Bussoleno）は、イタリア共和国ピエモンテ州トリノ県にある、人口約5,800人の基礎自治体（コムーネ）。

## 地理

### 位置・広がり

#### 隣接コムーネ
隣接するコムーネは以下の通り。
- キアノッコ
- マッティエ
- モンパンテーロ
- ローウレ
- サン・ジョーリオ・ディ・スーザ
- スーザ
- ウッセーリオ

## 行政

### 分離集落
ブッソレーノには、以下の分離集落（フラツィオーネ）がある。
- Amprimo, Arbrea, Argiassera, Ballai, Baroni, Bessetti, Bringetto, Campobenello, Cervetto, Creitet, Falcemagna, Foresto, Fornelli, Grange, Grangia delle Alpi, La Mura, Meitre, Meineri, Meisonetta, Pietra Bianca, Pinetti, Pralombardo, Prapontin, Richettera, Roncaglie, San Basilio, San Lorenzo, Santa Petronilla, Tignai